# Contatore del gas

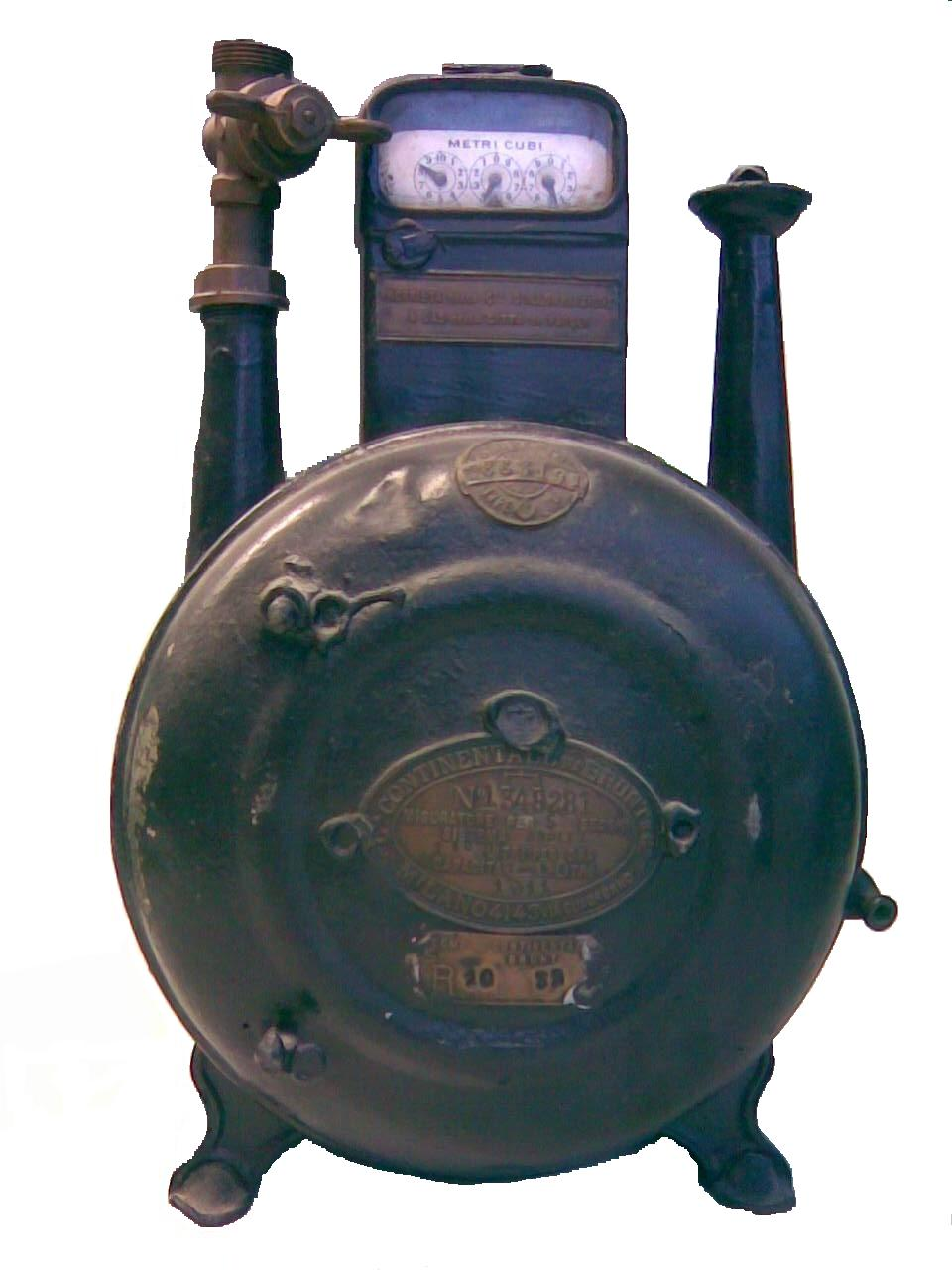
Fig. 1 – Un contatore a membrana del 1911

Il contatore (o misuratore) del gas è lo strumento che indica il volume totale di gas transitato attraverso la sezione del tubo sul quale è installato.
I contatori del gas sono universalmente impiegati presso ogni utenza di gas combustibile: residenziale, commerciale, industriale, ecc.: essi misurano il volume "geometrico" del gas, alle condizioni di temperatura e pressione cui si trova, non avendo tale fluido un volume suo proprio: pur non essendo metrologicamente corretta, tale prassi è largamente tollerata per le utenze domestiche e per quelle commerciali o industriali alimentate in “bassa pressione” (23÷25 mbar relativi) e con consumi non troppo elevati. Negli altri casi il contatore può essere integrato dal convertitore di volumi, il cui impiego sarà progressivamente esteso, non solo per una maggiore precisione nella misura, ma anche per rendere possibili diverse tariffazioni e la telelettura. Le definizioni generali sui contatori sono contenute nelle norma UNI-CIG 7987 (Sostituite dalle UNI EN 12261:2005); le prescrizioni generali nella norma 7988. L'invenzione è attribuita al britannico Samuel Clegg (1816).

## Tipologie dei contatori
In base al principio di funzionamento esistono vari tipi di contatore; quelli impiegati comunemente nelle transazioni commerciali sono tre: 
- a membrana
- a pistoni rotanti
- a turbina

e non richiedono sorgenti esterne di energia, essendo sufficiente quella ceduta dal gas durante il transito nel contatore. Svariati altri tipi di contatore vengono impiegati a scopo di studio, di ricerca o per applicazioni particolari: per essi si rimanda alla specifica voce.

### Contatori a membrana

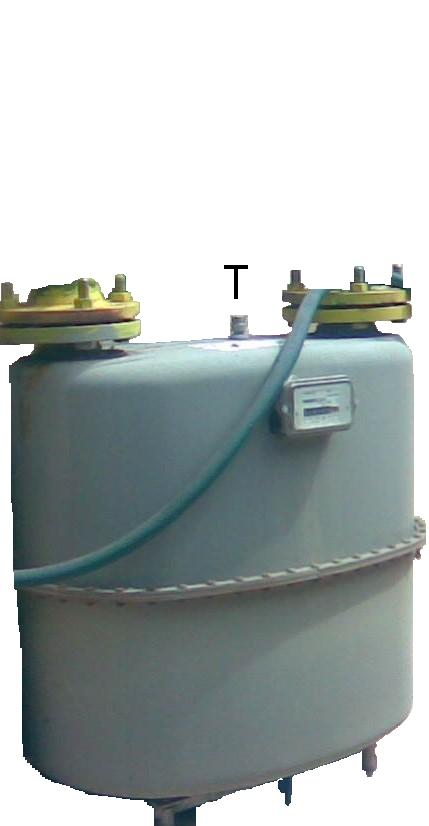
Fig. 2 – Contatore a membrana con attacchi flangiati

Detti anche “a pareti deformabili”, sono i più diffusi, essendo installati nelle abitazioni. Si basano su due “camere di misura” (di volume ben preciso) a pareti deformabili, che si riempiono e si svuotano alternatamente: tale movimento alternato, indotto dalla differenza di pressione tra le sezioni di ingresso e di uscita, trasformato con un manovellismo, è trasmesso a un pignoncino che fa avanzare i tamburelli del totalizzatore, posto sul quadrante. Le camere e le altre parti vengono poi racchiuse in una carcassa metallica in tinta neutra (vedi Fig. 2). Gli attuali contatori domestici hanno interasse standard (distanza tra gli imbocchi di entrata e uscita del gas) di 110 mm; i vecchi tipi con interasse da 250 mm sono in via di eliminazione. Fino a circa il 1991 le membrane, cioè le pareti delle camere, erano di pelle animale, molto deteriorabile se a contatto con gas secco; attualmente sono sintetiche, meno resistenti agli idrocarburi e meno flessibili. Questi contatori tollerano, generalmente, sovrappressioni di almeno 500 mbar relativi; quasi sempre sono provvisti di congegno che ne impedisce il moto retrogrado. Sono regolamentati dalla norma di armonizzazione europea UNI EN 1359.

### Contatori a pistoni rotanti

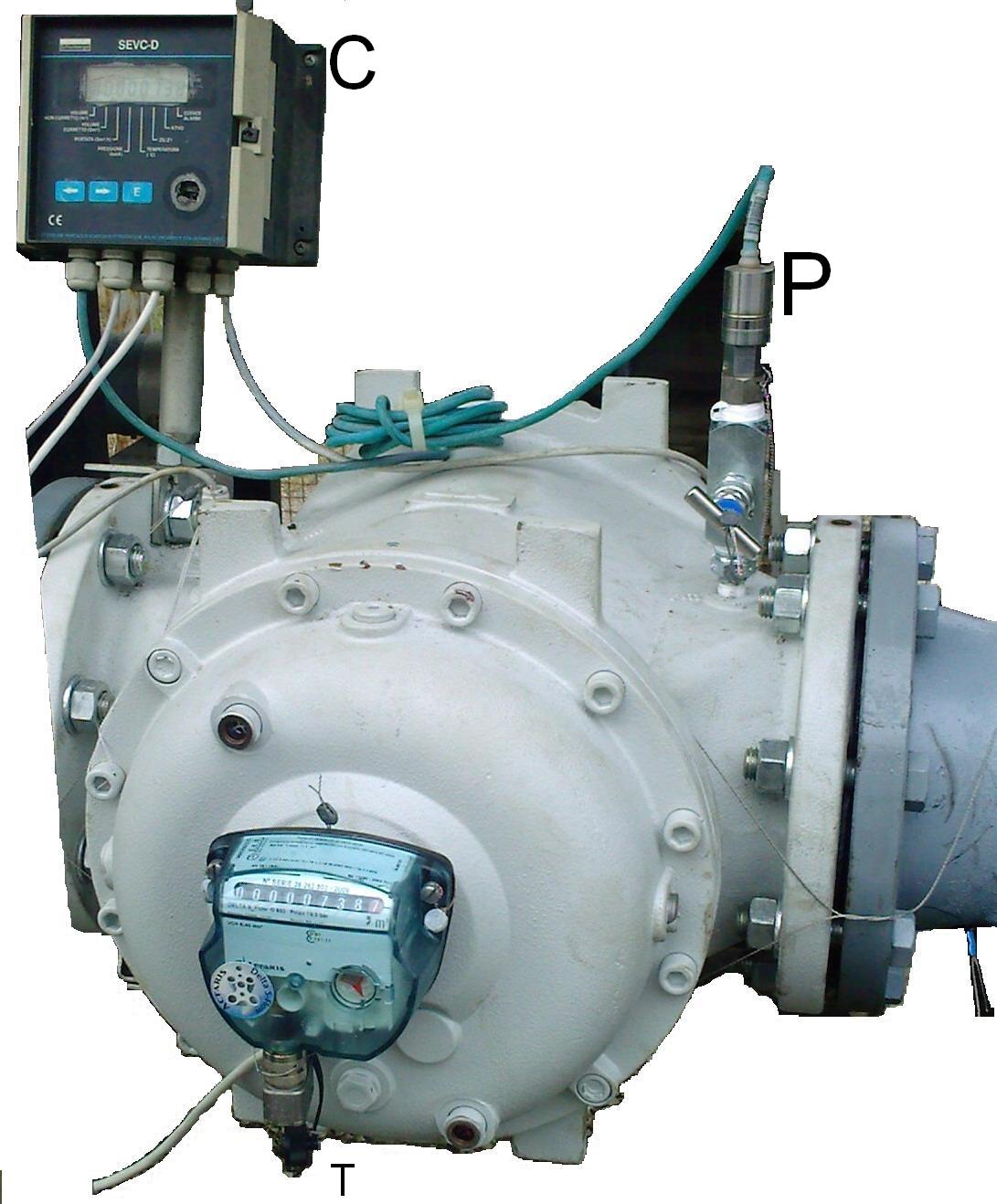
Fig. 3 – Un moderno contatore a rotoidi (2010)
T: trasmettitore
P: sonda di pressione
C: convertitore di volumi

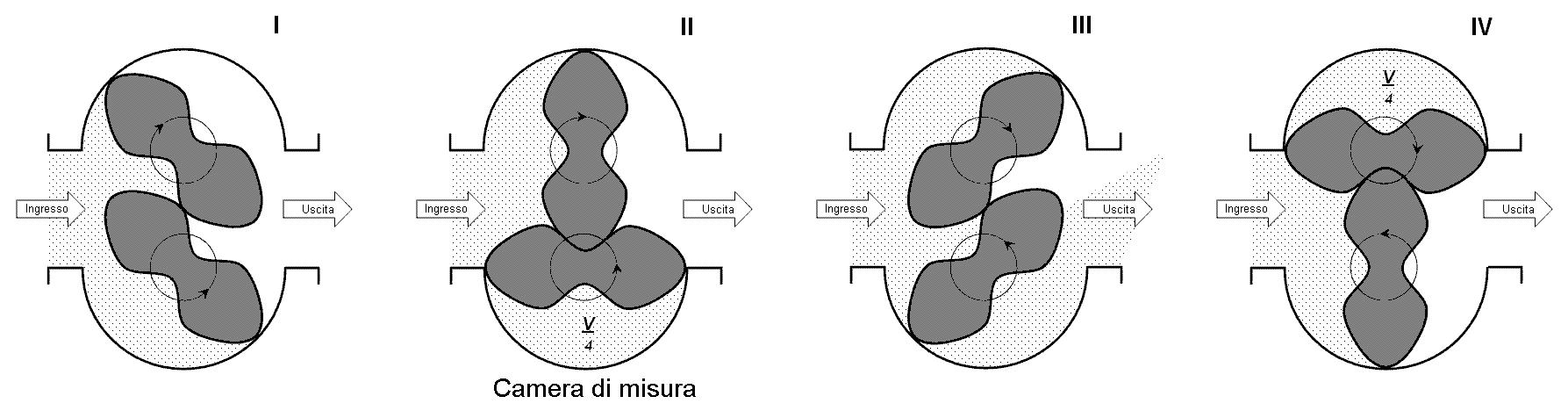
Fig. 4 - Illustrazione di una coppia di rotoidi

Detti anche “a rotoidi”; il principio di funzionamento si basa sul movimento, indotto dalla solita differenza di pressione, di due rotoidi, sagomati come coppie di “profili coniugati”: tali, cioè, da rotolare l'uno sull'altro senza strusciarsi, e con (quasi) perfetta tenuta pneumatica (si veda la Fig. 4). Ad ogni rotazione viene isolato, alternatamente nelle due camere di misura, un volume noto V/4 di gas e azionato il solito pignoncino. Si tratta della categoria di contatori che consente la maggiore precisione in tutto il campo della portata, ma presenta numerosi inconvenienti:
- richiedono elevata precisione di lavorazione, che li rende relativamente costosi
- occorre provvedere a una regolare lubrificazione
- l'inevitabile gioco tra i due rotoidi consente il trafilamento di una certa quantità di gas, che rende tale contatore inaffidabile alle bassissime portate
- sono piuttosto pesanti e richiedono maggior cura nella posa e nella messa in servizio
- una corretta misura richiede che il flusso di gas sia poco turbolento
- in caso di blocco del meccanismo l'erogazione resta interrotta
- eventuali impurità del gas possono comprometterne il funzionamento

Sono, invece, raccomandati per misurare flussi di gas rapidamente variabili (ad es. presso i distributori di metano per auto). L'olio lubrificante, aderendo alla superficie dei rotoidi, contribuisce anche a migliorarne la tenuta pneumatica. La norma di riferimento è la UNI EN 12480.

### Contatori a turbina

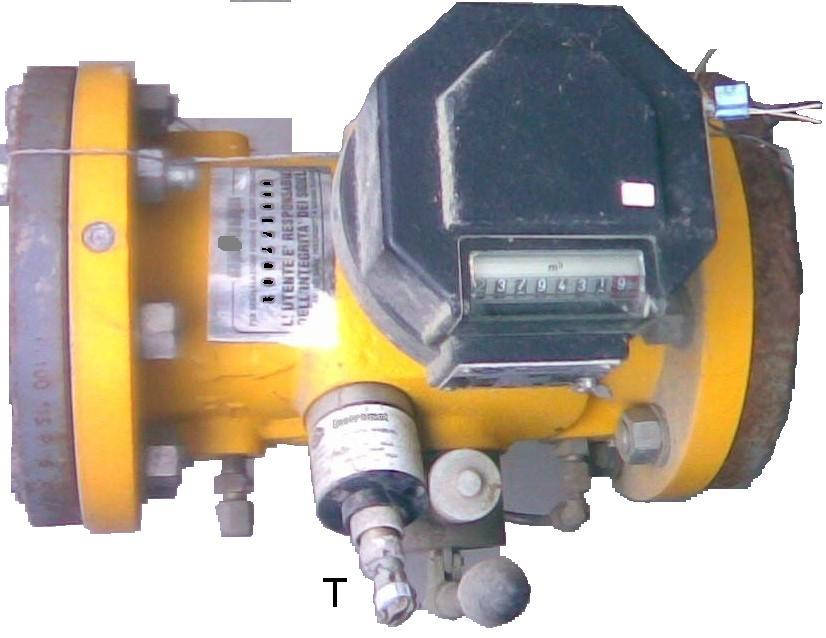
Fig. 5 – Un contatore a turbina

Mentre i contatori precedenti misurano i volumi di gas isolandone certe quantità in apposite camere, i contatori a turbina misurano il volume di gas per mezzo della rotazione di una girante a palette elicoidali, libera di ruotare con bassissimo attrito intorno a un asse parallelo al flusso. Il moto della girante viene poi trasmesso al solito pignoncino. Anche questi contatori temono le impurità che, colpendo ad alta velocità le delicate palette, possono facilmente danneggiarle e richiedono, per una corretta misura, flussi di gas poco turbolenti. In caso di blocco della girante consentono, comunque, il passaggio del gas. A causa della geometria delle palette, la girante risponde rapidamente agli aumenti di portata e meno rapidamente alle diminuzioni: per tale motivo se ne sconsiglia l'installazione presso quelle utenze a prelievo “tutto o niente”. Delle tre tipologie presentano perdita di carico più marcata. A causa dell'inevitabile attrito, le piccolissime portate possono non essere sufficienti a muovere la girante. La norma UNI EN 12261 ne prescrive, tra l'altro, la calibrazione in sala prova certificata per ogni singolo esemplare (non a campione come per le altre tipologie).

## Caratteristiche più comuni

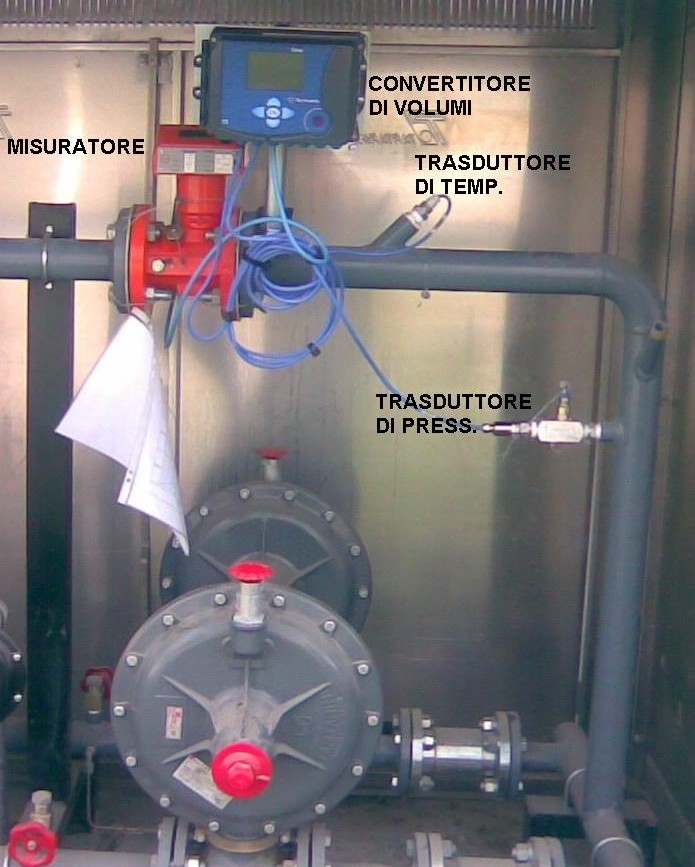
Fig. 6 – Altro misuratore a turbina

Tutti i contatori devono riportare chiaramente sul proprio quadrante:
- la classe (vedi appresso)
- l'indicazione del consumo, visualizzata con tamburelli[4]
- il numero di matricola
- l'anno di fabbricazione
- il marchio del costruttore
- i dati di omologazione del prototipo
- la portata minima (cioè la portata al di sotto della quale l'errore di misura non viene più garantito entro la classe di precisione)
- la portata massima (portata alla quale il contatore può ancora funzionare indefinitamente senza deteriorarsi né sotto l'aspetto metrologico, né sotto quello costruttivo)
- la massima pressione (relativa) di esercizio

ed altri dati. Inoltre l'unità di misura del volume deve essere indicata con chiarezza, così come le cifre decimali vanno distinte da quelle intere. I contatori a turbina e a pistoni rotanti sono progettati, in versione standard, per pressioni più elevate rispetto a quelli a membrana (15÷20 bar);  pressioni maggiori (fino a circa 100 bar) sono compatibili solo con versioni speciali.

## Classe del contatore
In funzione della portata del contatore sono state normalizzate varie classi, secondo la serie R5, contraddistinte dalla lettera G:
| CLASSE | Portata min (m³/h) | Portata nominale (m³/h) | Portata max (m³/h) |
| ------ | ------------------ | ----------------------- | ------------------ |
| G1,6   | 0,016              | 1,6                     | 2,5                |
| G2,5   | 0,025              | 2,5                     | 4                  |
| G4     | 0,04               | 4                       | 6                  |
| G6     | 0,06               | 6                       | 10                 |
| G10    | 0,1                | 10                      | 16                 |
| G16    | 0,16               | 16                      | 25                 |
| G25    | 0,25               | 25                      | 40                 |
| G40    | 0,4                | 40                      | 65                 |
| G65    | 0,65               | 65                      | 100                |
| G100   | 1                  | 100                     | 160                |
| G160   | 1,6                | 160                     | 250                |
| G250   | 2,5                | 250                     | 400                |
| G400   | 4                  | 400                     | 650                |
| G650   | 6,5                | 650                     | 1 000              |
| G1000  | 10                 | 1 000                   | 1 600              |
| G1600  | 16                 | 1 600                   | 2 500              |
| G2500  | 25                 | 2 500                   | 4 000              |
| G4000  | 40                 | 4 000                   | 6 500              |
| G6500  | 65                 | 6 500                   | 10 000             |

Come può vedersi, la portata nominale è quella che contraddistingue le varie classi.
I misuratori di classe G1,6 e G2,5 sono impiegati, in pratica, solo per il GPL; gli abituali contatori domestici sono di classe G4. I contatori a membrana coprono le classi fino a G100; quelli a rotoidi da G10 a G650; quelli a turbina da G65 in poi.
Altri misuratori, pur esistenti, non sono da considerarsi standard.
La legislazione italiana ha adottato ufficialmente questa classificazione con il D.P.R. 23 agosto 1982, n.857, pubblicato in GU Serie Generale n.319 del 19-11-1982 - Suppl. Ordinario -. In precedenza i contatori erano dotati di bollo metrico indicante, tra le altre informazioni, la sola erogazione oraria massima espressa in litri secondo quanto prescritto dall'Art. 34 del R.D. 12 giugno 1902, n.226. Classificare quindi i contatori fabbricati anteriormente al 1982 - ai fini contabili - è stata (ed è ancora) fonte di errori e contenziosi in quanto spesso basata approssimativamente solo sulle dimensioni fisiche del misuratore e non immediatamente mappabile sulle classi così normalizzate.

## Altre caratteristiche
Tutte le parti smontabili degli strumenti di misura legale (quali sono i contatori) devono essere bollate, per evidenziarne eventuali manomissioni.
I contatori a membrana presentano l'ingresso e l'uscita del gas posti su uno stesso lato (quello superiore), cosicché dopo la misura il gas inverte il proprio senso di moto. I contatori a rotoidi e a turbina vengono, invece, inseriti in un tratto del tubo: il gas entra da un lato ed esce dal lato opposto, senza alterare il proprio senso di marcia. Quasi tutti i contatori (particolarmente quelli a turbina e a rotoidi) recano una freccia indicante il giusto verso del flusso; essa è visibile nelle Figg. 3 e 5. Nonostante, per il principio di funzionamento, i contatori a rotoidi siano più affini a quelli a membrana (hanno entrambi camere di misura), non è facile distinguere esteriormente i contatori a turbina da quelli a rotoidi: questi ultimi hanno aspetto più “massiccio”: la dimensione trasversale è quasi sempre maggiore di quella assiale; presentano sempre tappi svitabili per il rabbocco dell'olio e spie per il controllo del livello; sul quadrante riportano dizioni come “Delta”, “Roots”, “Cornerville” o “Aerzener”; inoltre, a differenza di quelli a turbina, non sono sempre muniti di flange vere e proprie, bensì di madreviti, nelle quali vanno ad alloggiarsi viti prive del dado: le caratteristiche di tali madreviti (diametro, profondità, tipo di filettatura), così come la lunghezza stessa del contatore (misurata in senso assiale) non sono rigorosamente normalizzate. I più piccoli (fino a G25) possono accoppiarsi direttamente con il tubo filettato. 
La lunghezza assiale dei contatori a turbina è normalmente pari a tre volte il diametro nominale (DN): ad es. un contatore DN 400 sarà lungo 1 200 mm. A parte quelli di classe G65 e G100 (DN 50 e DN 80, rispettivamente), i contatori a turbina vengono fabbricati, per ciascuna classe, in due versioni di differenti DN, mentre quelli a rotoidi possono avere anche tre versioni per classe.

### Trasmettitore
Tutti i contatori a turbina e a rotoidi sono muniti di almeno un trasmettitore (indicato da T in Figg. 3 e 5), cioè di un meccanismo in grado di comunicare (a un registratore di dati o ad un convertitore di volumi) il consumo.
Nella sua forma più semplice si riduce a un contatto elettrico che, ad ogni giro completo dell'ultimo tamburello, si commuta da OFF a ON. Molti contatori a membrana (quelli delle classi maggiori) sono equipaggiati con tale trasmettitore e molti altri sono semplicemente predisposti per un eventuale successivo montaggio. La tendenza attuale (2010) è quella di estenderne il montaggio su tutti i contatori, per consentire l'attuazione della citata delibera 155/2008. Esistono, comunque, altri tipi di trasmettitore, basati su principi completamente diversi (quello in Fig. 5, ad es., è di tipo “induttivo”).

### Presa di pressione
Presente talvolta sui contatori a membrana, mentre per gli altri tipi è ormai di serie e viene contrassegnata con l'indicazione Pr (visibile in Fig. 5), ove il pedice r sta per "riferimento".

### Presa di temperatura
Detta anche “pozzetto termometrico”. Sui contatori a membrana è presente solo sugli esemplari (nemmeno tutti) di più recente fabbricazione: valgono considerazioni analoghe a quelle svolte per il trasmettitore. Appare come un cilindretto verticale tra ingresso e uscita (indicato dalla T in Fig. 2). Sugli altri tipi non ha avuto finora larga diffusione, perché l'eventuale sonda di temperatura (in genere una termoresistenza di tipo Pt100), infilata nella presa, turberebbe il regolare flusso del gas, compromettendo la precisione della misura (in Fig. 6 il segnale di temperatura è prelevato a valle del contatore, così come quello di pressione); tuttavia, grazie ai progressi costruttivi, è divenuta immancabile. Anzi, alcuni costruttori commercializzano contatori (sia a turbina, sia a rotoidi) con due prese (la seconda è utile in sede di verifica metrica periodica (biennale/quadriennale) del convertitore di volumi eventualmente a corredo). 
Sia per i trasmettitori, sia per le prese non esiste alcuna normalizzazione: ciò può rendere difficoltosa la sostituzione di un misuratore con altro, di pari classe e diametro, ma di diverso fabbricante.